# Билијер
Билијер (фр. Billière) је насељено место у Француској у региону Миди Пирене, у департману Горња Гарона.
По подацима из 2011. године у општини је живело 24 становника, а густина насељености је износила 11,01 становника/km².

## Демографија
| 1962. | 1968. | 1975. | 1982. | 1990. | 2011. |
| ----- | ----- | ----- | ----- | ----- | ----- |
| 42    | 32    | 28    | 22    | 27    | 24    |